# Octave Doyen
Pour les articles homonymes, voir Doyen.
Octave Doyen est un médecin français, né le 25 mai 1831 à Reims et mort le 10 juillet 1895 dans cette même ville dont il fut le maire de 1881 à 1884.

## Biographie
Octave Doyen est né de Étienne Nicolas Doyen (1788-1835) et Marguerite Perseval (1795-1847). Après des études de médecine à Paris, il est docteur en médecine depuis 1858, professeur à l'École de médecine, médecin de l'hôtel-Dieu de Reims de 1860 à 1895.
Entré au conseil municipal en 1868, il est maire de Reims de 1881 à 1884, poste qu'il quitte pour raison de santé. Il fonda avec son épouse Amélie Doublié (1836-1878), l'École professionnelle et ménagère de jeunes filles en 1873. Il était aussi cofondateur de l'Ancienne, société de gymnastique de la  ville, membre titulaire de l'Académie de Reims.
Il meurt à Reims, au 13 rue de Courcelles, le 10 juillet 1895. Il repose avec son épouse dans le canton 1 du cimetière du Nord. Les Doyen-Doublié sont les parents du célèbre chirurgien Eugène Doyen.
Une rue Docteur-Doyen de Reims lui rend hommage.

## Écrits
- Essai sur l'expectation, thèse pour le doctorat en médecine… soutenue le 22 mai 1858, par Octave Doyen, né à Reims…, Paris, Rignoux, 1858.

## Décorations
- Chevalier de la Légion d'honneur (1882)[1]

## Source
- Nécrologie in Almanach Matot-Braine de la Marne, de l'Aisne et des Ardennes, 38e année, 1896, Reims, p. 309.